# Рок Ривер (Вајоминг)
Рок Ривер (енгл. Rock River) град је у америчкој савезној држави Вајоминг.

## Демографија
По попису из 2010. године број становника је 245, што је 10 (4,3%) становника више него 2000. године.
| Група             | 2000.       | 2010.       |
| Белци             | 213 (90,6%) | 212 (86,5%) |
| Афроамериканци    | 0 (0,0%)    | 0 (0,0%)    |
| Азијати           | 1 (0,4%)    | 0 (0,0%)    |
| Хиспаноамериканци | 13 (5,5%)   | 22 (9,0%)   |
| Укупно            | 235         | 245         |